# 苯基三甲基氟化铵
苯基三甲基氟化铵是一种季铵盐。它以水合物形式出售，提供可溶于有机溶剂的氟离子，用于除去硅保护基。和四正丁基氟化铵一样，这种化合物无法干燥脱水得到无水盐。